# Масьок (урочище)
Уро́чище Масьо́к — ботанічна пам'ятка природи загальнодержавного значення в Україні. Розташована у Городенківському районі Івано-Франківської області, на північ від села Острівця. 
Площа 18 га. Створена згідно з розпорядженням РМ УРСР від 14.10.1975 року № 780-р. Перебуває у віданні Острівецької сільської ради. 
Охороняється ділянка цілинного степу в межах улоговини зі стрімкими кам'янистими схилами з виходами гіпсів і заболоченим дном. На сухих нешироких гіпсових горбах та кам'янистих відслоненнях збереглася степова та наскельна рослинність, характерна для унікальних придністровських степів. На більш вирівняних та знижених місцях розвинувся лучний та болотний рослинний покрив. Рослинне розмаїття цього природного комплексу налічує бл. 300 видів рослин, з яких багато реліктових, рідкісних та зникаючих. 
До території пам'ятки природи прилягає заповідне урочище, що зветься «Говди». Ця степова ділянка з виступами вапняку, карстовими лійками, або «вертебами» (охороняється з 1993 р), дуже цінна у флористичному відношенні. Рослинність представлена реліктовими степовими угрупуваннями з участю таких рідкісних видів рослин, як ясинець білий, ковила волосиста, очиток шестирядний, лещиця дністровська та інші.